# 火星の天文学

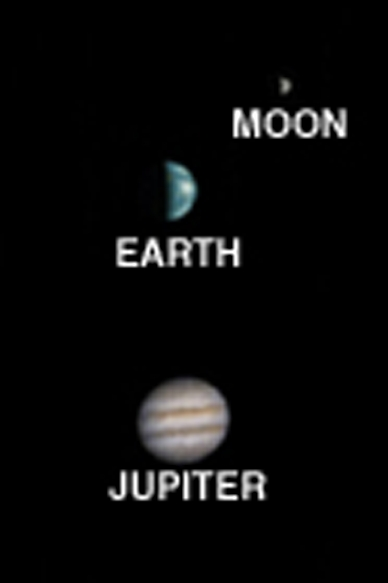
2003年の地球と月、および木星のモザイク写真、マーズグローバルサーベイヤーの火星探査カメラ（MOC）で撮影。

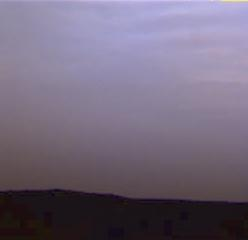
氷の雲で紫に変わった火星の空

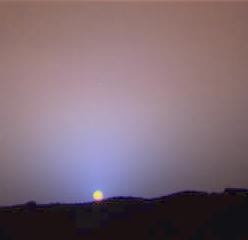
日没時の火星の空のクローズアップ写真、マーズパスファインダーで撮影

火星の天文学（かせいのてんもんがく）では、火星の表面において観測される天体および天文現象について述べる。
多くの場合、火星から観測される天文現象は地球と同じか、よく似ている、しかし、時には（地球における夜/朝の星の観測のように）非常に異なる場合がある。例えば、火星の大気はオゾン層を含んでいないので、火星の表面から紫外線観測をすることができる。

## 季節
火星は25.19°の赤道傾斜角を有し、地球の23.44°の値にかなり近いため、火星は地球のように春、夏、秋、冬の四季が生じる。地球上と同様に、南半球と北半球では夏と冬が逆の時期がある。
しかし、火星の軌道は地球よりもはるかに大きい離心率を持っており、このため、地球とは季節の長さが異なり、はるかに長くなっている。
| 季節                   | 太陽日 Sols （火星上） | 日 days （地球上） |
| ---------------------- | ---------------------- | ------------------ |
| 北半球の春、南半球の秋 | 193.30                 | 92.764             |
| 北半球の夏、南半球の冬 | 178.64                 | 93.647             |
| 北半球の秋、南半球の春 | 142.70                 | 89.836             |
| 北半球の冬、南半球の夏 | 153.95                 | 88.997             |

この表から、夏と冬が北半球と南半球で長さと強度が異なることが分かる。北の冬は暖かくて短く（火星は近日点の近くで速く動いている）、南の冬は長く寒い（火星は遠日点近くでゆっくりと動いている）。同じ理由から、北の夏は長く涼しく、南の夏は短く暑い。このため、南半球では北半球よりも気温の上昇はかなり広範囲に及ぶ。

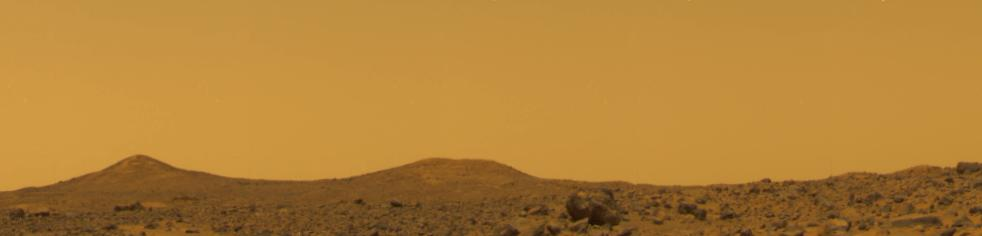
正午の火星の空、マーズパスファインダーによる撮影（1999年6月）。

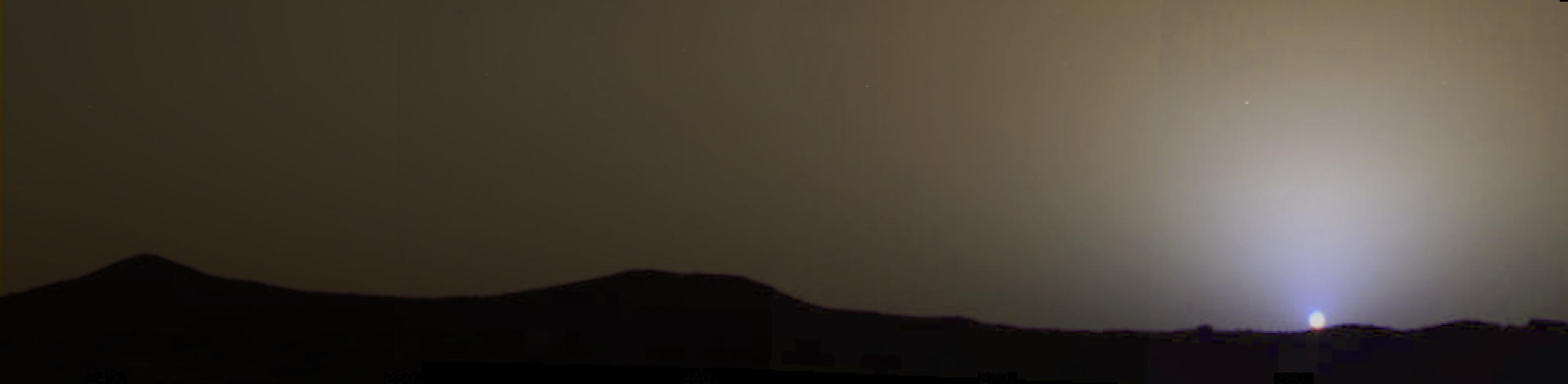
日没の火星の空、マーズパスファインダーによる撮影（1999年6月）。

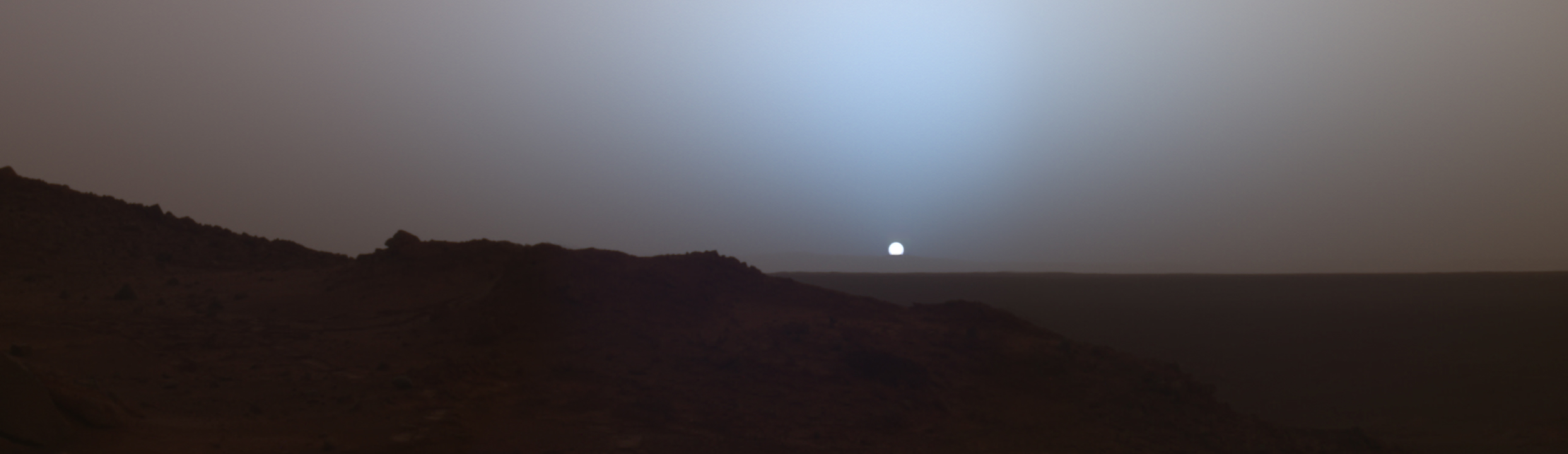
日没の火星の空、スピリットローバー による撮影（2005年5月）。

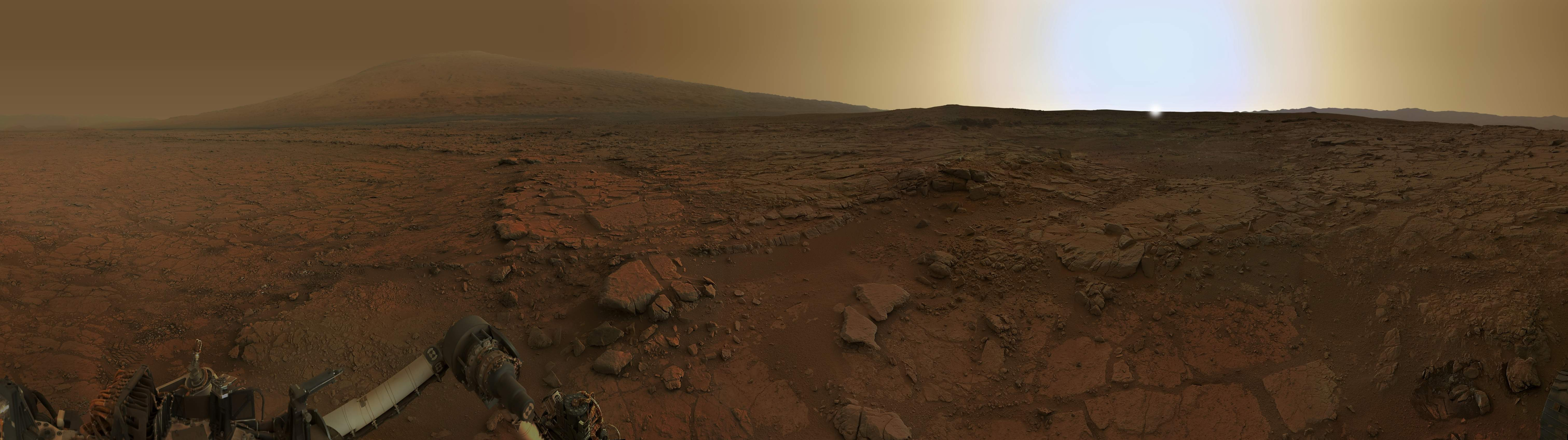
日没の火星の空、キュリオシティローバーによる撮影（2013年2月、太陽は画家によりシミュレーションされ描かれたものである）。

火星の季節のずれ（太陽高度の最高/低時期と気温の最高/低時期がずれる現象）は、数日にすぎない。火星では、大量の水がなく、緩衝効果をもたらす要因がないことが原因である。したがって、火星の気温は、「春」はほぼ「夏」の鏡像であり、「秋」はほぼ「冬」の鏡像となっている（ただし、至点（夏至、冬至）と分点（春分、秋分）を各季節の始まりと見なす場合）。もし、火星が円軌道であるならば、最高気温と最低気温は、地球上のように夏至と冬至の約1ヵ月後ではなく、数日後に起こるだろう。春の気温と夏の気温の違いは、火星の軌道が比較的高い離心率を持っていることによる。火星の北半球の春は、北半球の夏よりも太陽から遠く、このため偶然にも春は夏より少し涼しく、秋は夏より少し暖かくなる。南半球ではその逆となる。
春から夏にかけての気温の変動は、1火星日（太陽日）内の非常に急激な気温変化より、はるかに小さい。毎日、火星では、その地点の太陽の正午に気温は最高となり、深夜に最低となる。この挙動は、地球上の砂漠と似ているが、火星ではずっと顕著である。
地球（または火星）の地軸の傾きと離心率は固定されているのではなく、太陽系の他の惑星からの重力摂動のために何万または何十万年もの時間スケールで変化する。このように、例えば、地球の約1%の離心率は定期的に変動し、最大6%まで増加する可能性がある。離心率が変化するにつれ、遠い未来の地球では、季節の長さが変化することによる暦への影響と主な気候の混乱にも対処しなければならなくなるだろう。
離心率はさておき、地球の軸の傾きは21.5°から24.5°まで変化し得る、この「傾斜周期」の長さは41,000年に及ぶ。この傾斜周期変化と他の同様の変化は、氷河期の原因であると考えられている（ミランコビッチ周期）。地球の周期に対し、火星の傾斜周期はもっと極端であり、124,000年の長さで15°から35°まで変化する。最近の研究では、数千万年超でみると、その揺れは0°から60°にもなることが示唆されている。地球の大きな衛星である月は、地球の軸の傾きを合理的な範囲内に維持するのに重要な役割を果たしていると考えられている。火星には地球のように安定化させる因子はなく、軸の傾きはより混沌と変化し得る。

## 空の色
火星の昼間の空の通常の色合いは、桃色がかった赤色である。ただし、日の入りや日の出では青色である。これは地球の状況の正反対である。しかし、日中の空は黄褐色の「バタースコッチ」色を示すこともある。火星では、レイリー散乱の効果は、通常非常に小さい。空の色は、塵の粒子中に1体積%のマグネタイトが存在することによって引き起こされると考えられている。火星の薄明、薄暮は、太陽が沈んでから日が昇るまでの間、大気中にある塵のために長時間持続する。時には、火星の空は、雲の中の非常に小さな氷の粒子による光散乱のために、紫色を帯びることもある。
火星表面の正確な本当の色の画像の再現は驚くほど複雑である。公開画像で生成されている空の色には、実にさまざまな種類があるが、これら画像の多くは科学的価値を最大化するためにフィルタを使用しており、本当の色を表示しようとしたものではない。それにもかかわらず、何年もの間、火星の空は現在よりも強い桃色と考えられてきた。

## 天文現象

### 地球と月

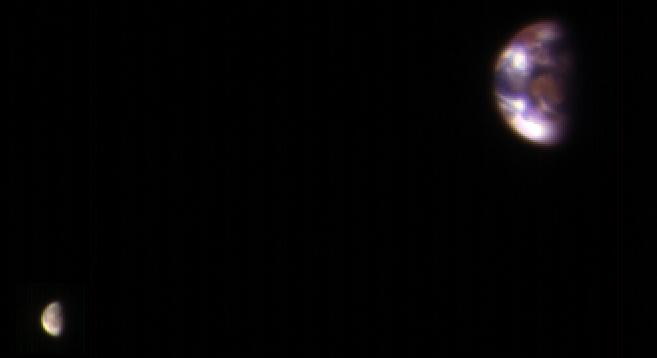
火星から見た地球と月
（マーズ・リコネッサンス・オービターのHiRISEで撮影、2016年11月20日）

火星から見ると、地球は金星のように内側の惑星である（「明けの明星」または「宵の明星」）。地球と月は裸眼では星のように見えるが、望遠鏡を使って観察すると、それらは三日月として見え、細部が確認できる。
 火星から観測すると、地球の周りを回る月を見ることができる、これは肉眼で容易に見えるだろう。対照的に、地球上では肉眼で他の惑星の衛星を見ることができず、望遠鏡の発明によって、初めて衛星が発見された（木星のガリレオ衛星）。

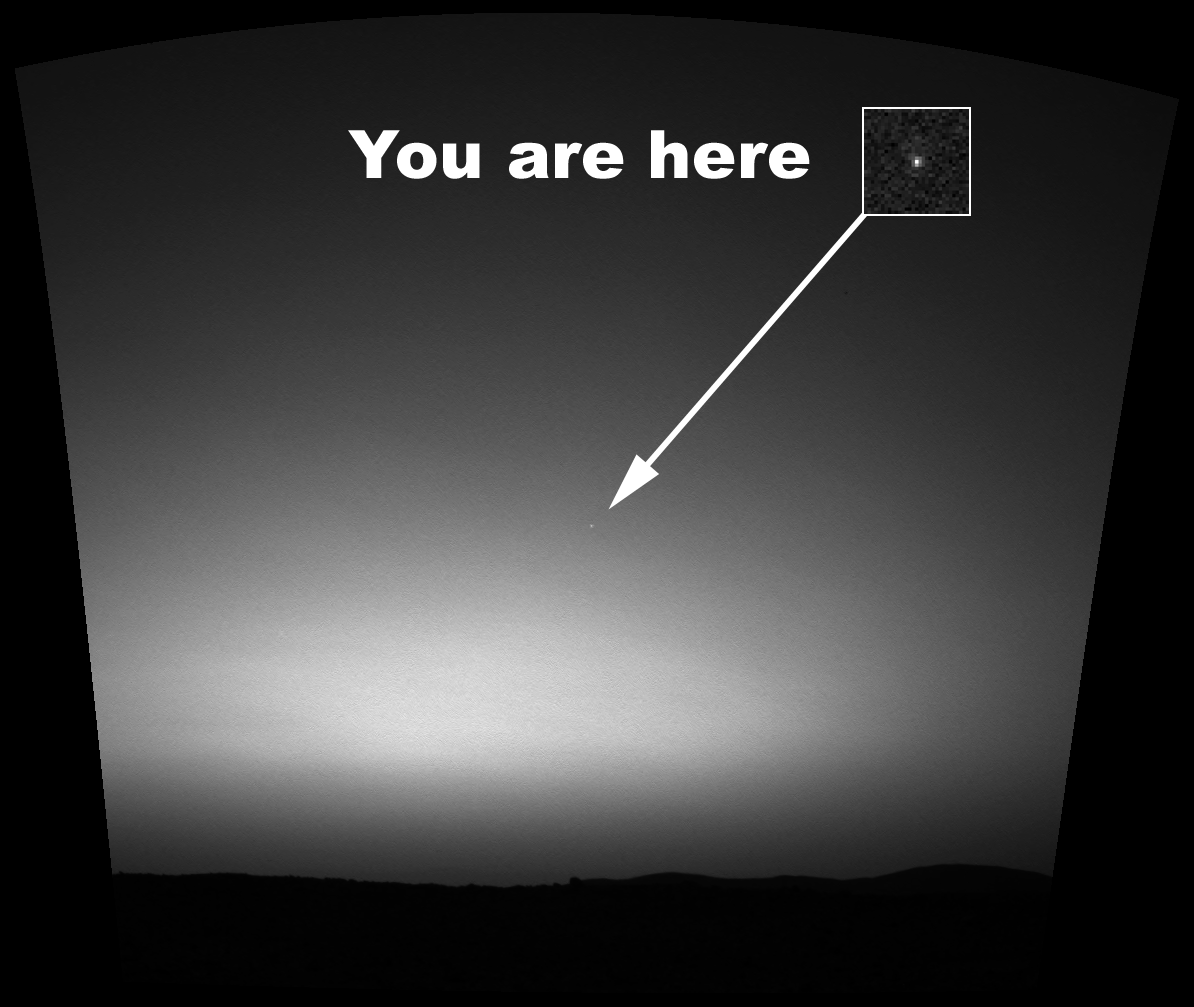
2004年3月7日にマーズ・エクスプロレーション・ローバーによって撮影された、"明けの明星"としての地球

最大の分離角では、地球と月は容易に二重惑星として区別できるが、約1週間後、それらは単一の光点（裸眼で）となり、さらに約1週間後に月は反対側で最大分離角に達する。地球と月の最大分離角は、地球と火星との間の相対距離によって大きく異なる。地球が火星に最も近い場合（内合点近く）は約17 'であるが、地球が火星から最も遠い場合は約3.5' （外合点近く）となる。参考までに、地球から見た月の見かけの直径は31 'である。

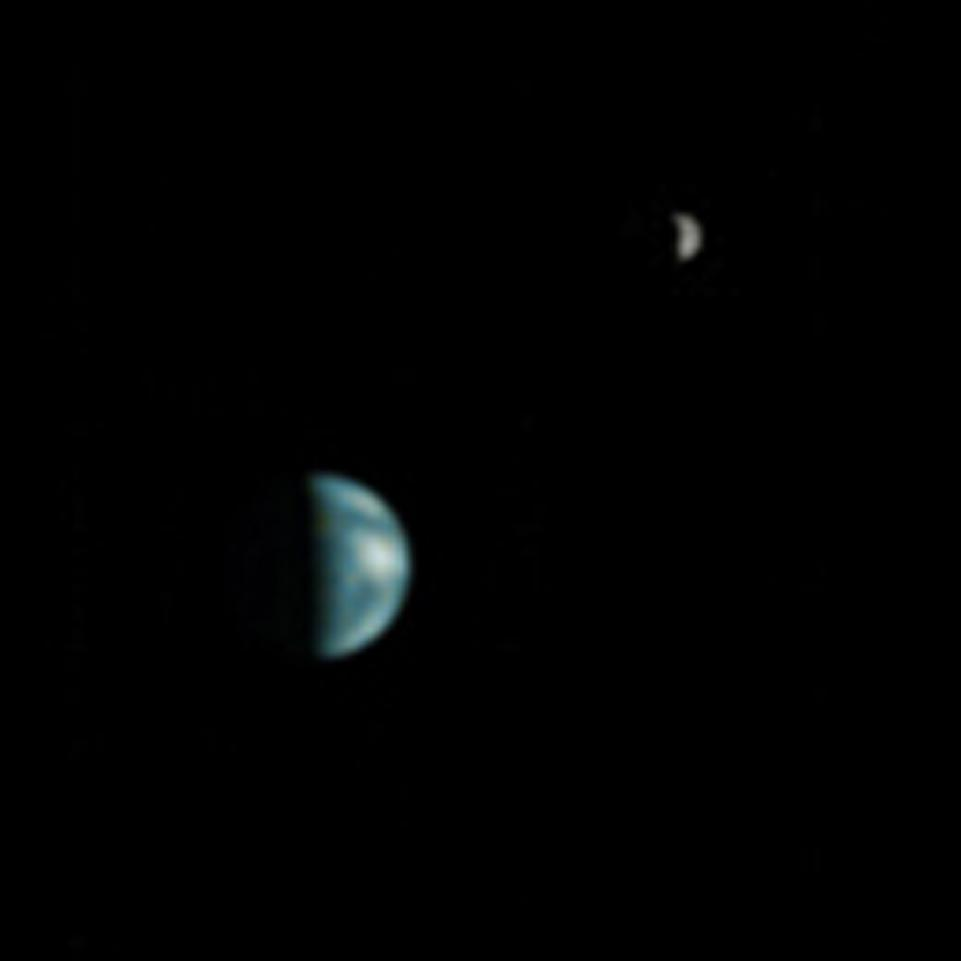
火星からの地球と月、2003年5月8日の13:00 UTCに マーズ・グローバル・サーベイヤーによって撮影された。南アメリカが見えている。

最小の分離角は1′未満で、月は地球の前を通過したり、地球の後ろを通過したりすることがある。前者の場合は、地球から観測したときの月による火星の掩蔽に対応する。ただし、月のアルベドは地球よりかなり小さいので、全体の明るさの低下は起こるが、裸眼ではほとんど目立たないだろう。なぜなら、月の大きさが地球よりずっと小さいからで、実際、地球のごく一部しか掩蔽しない。
マーズ・グローバル・サーベイヤーは2003年5月8日13:00 UTCに地球と月を撮影した。この時点は、太陽から最大離角に非常に近く、火星から0.930 AUの距離にあった。視等級は、－2.5および＋0.9であった。時期が異なると、実際の等級は地球と月の距離と位相に応じ、かなり変化する。
ある日から翌日にかけて月を観測をする場合、火星と地球では、月の見え方が大きく変わる。火星から見る月相は日々あまり変化しないだろう。それは地球の満欠けと一致し、地球と月の両方が、太陽の周りの軌道を移動するにつれ、徐々に変化するだけである。また、火星から観測すると、月が自転周期と同じ周期で公転することで、地球からは見ることができない月の裏側を確認できるだろう。
地球は火星よりも内側の軌道の惑星なので、火星の観測者は太陽を横切る地球を見ることができる。次は2084年に起こる。また、太陽を横切る水星や金星も観測できる。

### フォボスとダイモス

フォボスによる日食、MERで撮影

火星の月であるフォボスの見かけの大きさは、地球で見られる満月の角直径の約3分の1である。一方、ダイモスはほとんど星のような点に見え、円のような形はほぼ認識できない。フォボスは非常に速く周回し（3分の1太陽日以下の周期）、西から昇り東に沈むが、これは1太陽日につき2回起こる。一方、ダイモスは東から昇り西に沈むが、火星日よりも数時間だけ遅く周回するので、地平線上に約2.5太陽日とどまる。
フォボスの「満月」の最大の明るさは、約-9または-10であるが、ダイモスの場合、約-5である。それに対し、地球から見られる満月は、-12.7でかなり明るい。フォボスは地上に影を落とすくらい十分明るく、ダイモスは地球から見た金星よりも少し明るい。地球の月のように、フォボスとダイモスは両方とも満月になる前の段階ではかなり暗い。地球の月とは異なり、フォボスの満ち欠けと角直径は時々刻々と変化し、ダイモスは、その満ち欠けを肉眼で見るには小さすぎる。
フォボスとダイモスはどちらも低傾斜の赤道軌道を持っており、火星にかなり近い軌道を描いている。その結果、フォボスは北緯70.4度の北側または南緯70.4度の南側の緯度からは見えない。ダイモスは、北緯82.7°の北側または南緯82.7°の南側の緯度からは見えない。高緯度（70.4°未満）にいる観測者は、フォボスの距離が遠いため、その角直径（見かけの大きさ）は著しく小さくなる。同様に、フォボスを赤道上から観測すると、それが頭上であるときと比較し、それが昇る／沈むとき、角直径は非常に小さくなる。

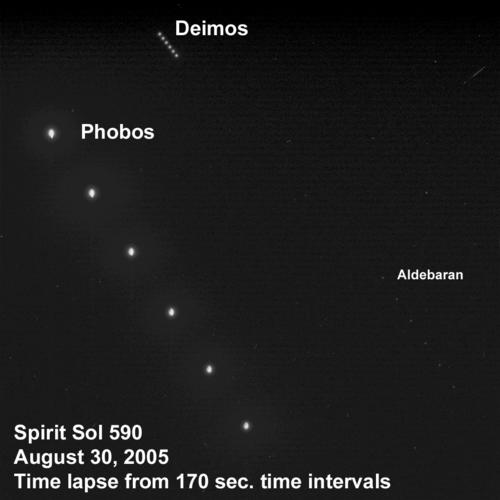
スピリットローバーからのフォボスとダイモス。 NASA / JPL-カリフォルニア工科大学 の厚意による提供。

火星から観測すると、フォボスの太陽面通過とダイモスの太陽面通過を見ることができる。フォボスの通過は、フォボスによる部分日食とも呼ばれる。フォボスの角直径は、太陽の角直径の半分もあるからである。しかし、ダイモスの場合は、「通過」という用語が適切である。なぜなら、それは太陽の円盤上に小さな点として現れるからである。
フォボスは低傾斜の赤道軌道を周回しているので、火星の表面に投影されたフォボスの影の緯度には季節変動があり、極北から極南へ動き再び戻ってくる。火星上の任意の固定された地点では、火星における2年間隔で、影がその緯度を通過する。影が同一地点を通過するまでの間において、数週間のうちに約6回のフォボスの太陽面通過がその地点で観察される。これはダイモスでも同様であるが、ダイモスの場合は、その間に太陽面通過の発生は0か1回だけである。
春分と秋分に影が赤道を横切るとき以外、「冬半球」において影を見ることは容易である。このようにフォボスとダイモスの太陽面通過は、北半球と南半球での火星の秋と冬の間に起こる。赤道近くでは、秋分と春分を中心に発生する傾向がある。赤道から離れると、冬至の近くで起こる傾向がある。どちらの場合も、太陽面通過が起こる間隔は、冬至の前後でほぼ対称的である（ただし、火星の軌道の偏心が大きいと、真に対称性とはならない）。

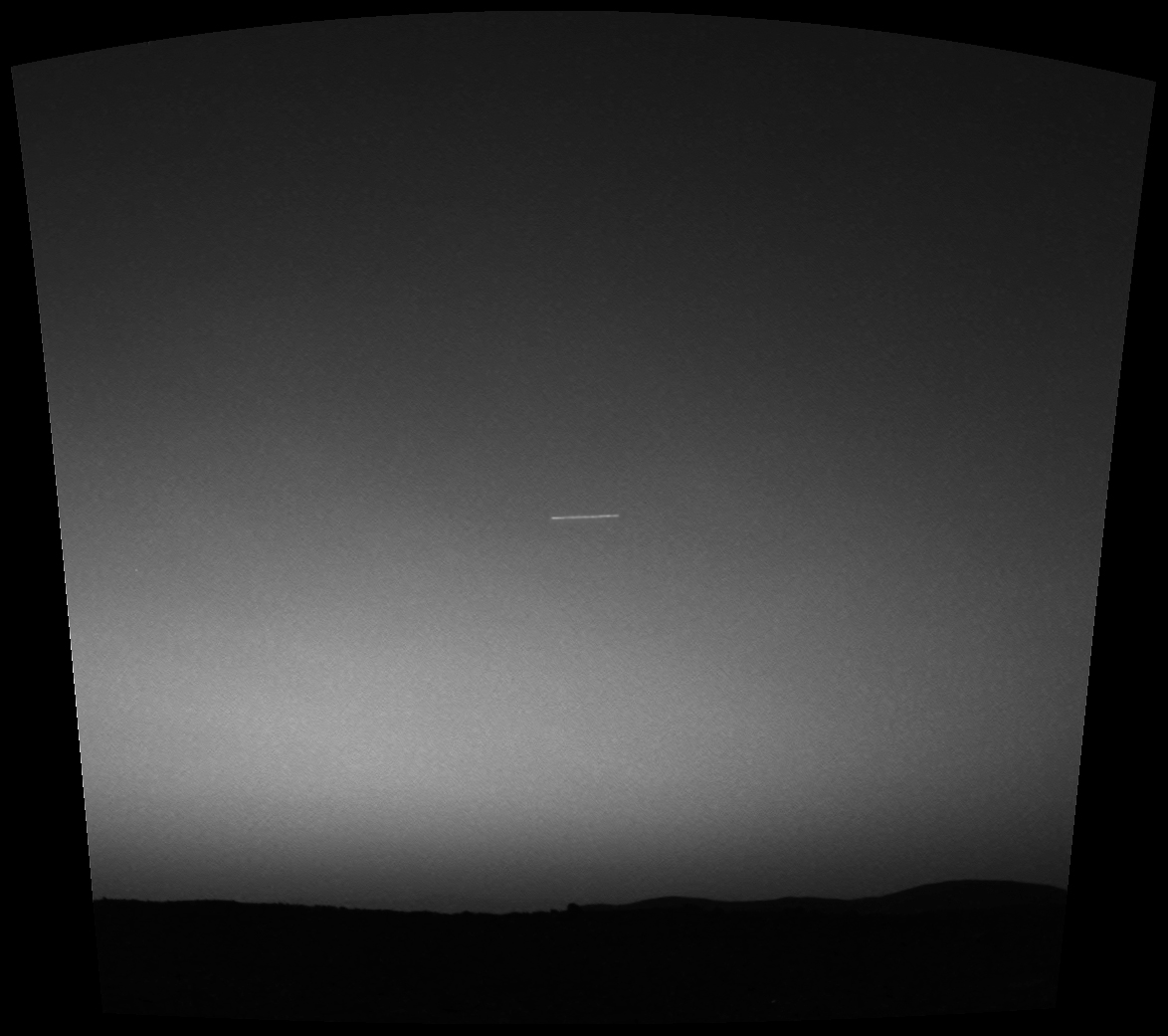
2004年3月7日、MER スピリットによって火星から撮影された最初の流星

火星ではフォボスとダイモスの月食も観測できる。フォボスの場合、火星の影に約1時間は入っており、ダイモスの場合、約2時間である。驚くべきことに、その軌道が火星の赤道の平面内にほぼあるにもかかわらず、また非常に火星に近い距離にもかかわらず、フォボスが食を逃れる時がある。
フォボスとダイモスはどちらも自転と公転が同期している。つまり、火星上からは見えない「裏側」がある。フォボスの軌道の傾きと偏心度は低いにもかかわらず、地球の月の場合と同様にフォボスにも秤動の現象が起こる。高低緯度での観測およびフォボスの日没での観測をすることによって、近距離の視差と秤動のために、火星表面上のある場所または別の場所から、ある時期に見えるフォボスは、その全表面の50%より多くの部分を観測できる。
フォボス最大のスティックニー・クレーターは、一方の端に沿って見える。そのクレーターは火星の表面から肉眼で簡単に観測できる。

### 彗星と流星

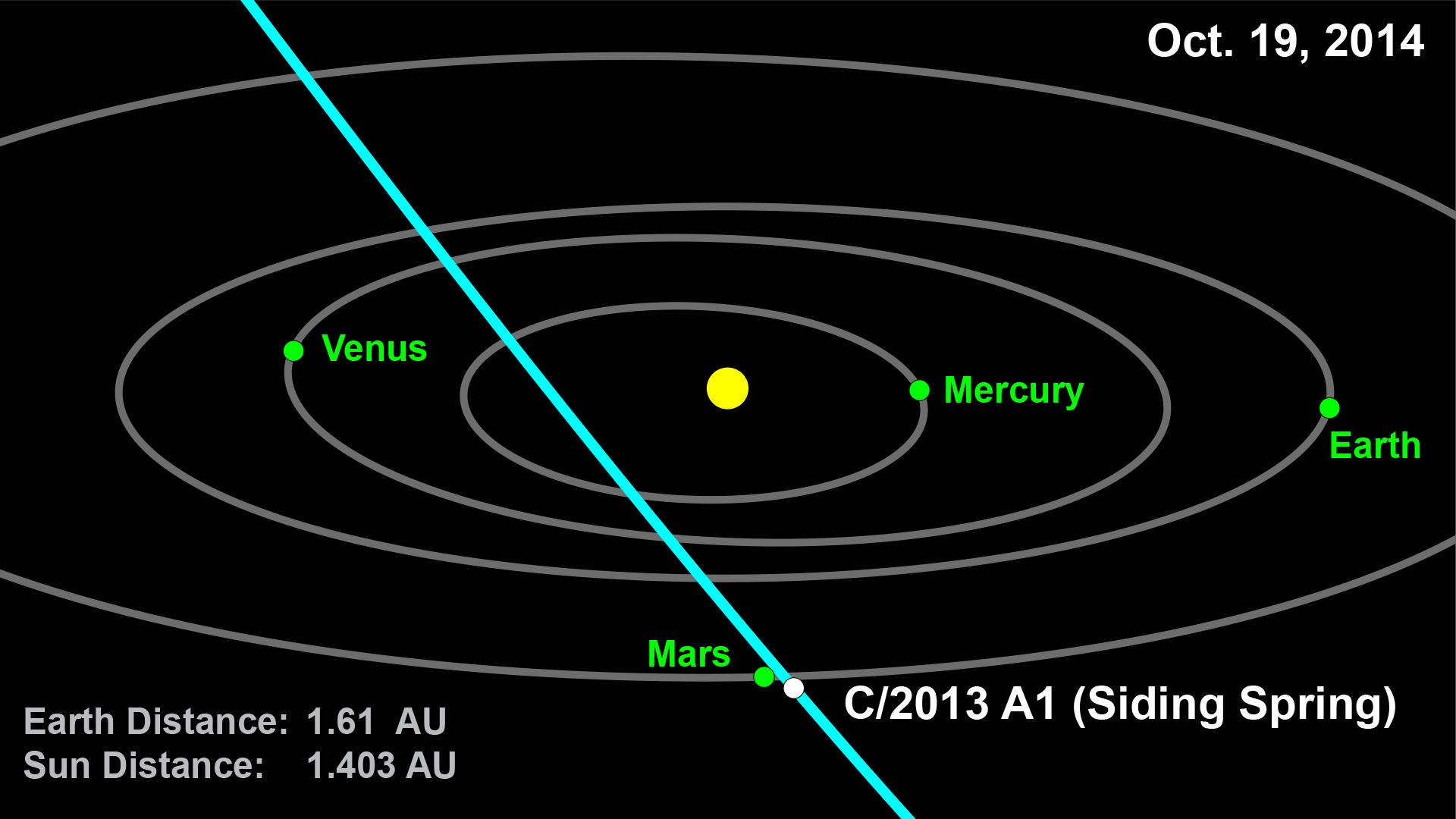
2014年10月19日に火星近傍を通過したサイディング・スプリング彗星の軌道。

火星は地球のように光の波長で比較的透明な大気を持っているので（はるかに大気が薄いにもかかわらず）、時に流星が見られる。地球上の流星群は、地球が彗星の軌道と交差するときに発生する。同様に、火星にも流星群があるが、地球上のものとは異なる。

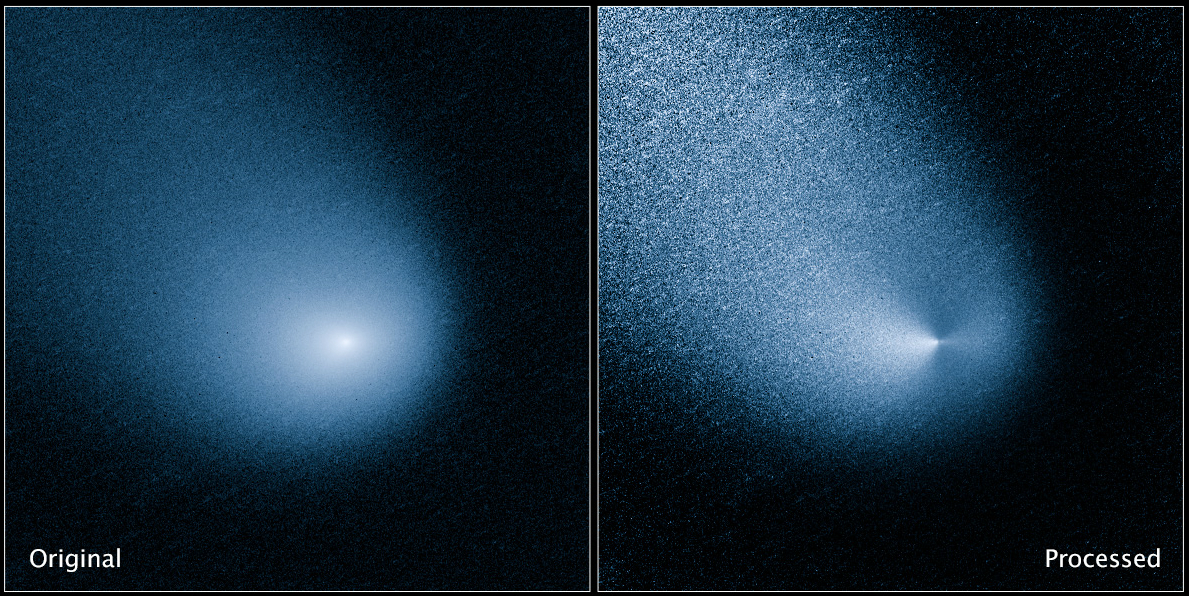
ハッブルによって観測されたサイディング・スプリング彗星、2014年3月11日。

火星で（2004年3月7日にスピリットローバーによって）撮影された最初の流星は、現在、その母天体が、114P / Wiseman-Skiff彗星の流星群の一部であったと考えられている。放射がケフェウス座にあったので、この流星群は「火星ケフェイド」と名付けられるかもしれない。
地球のように、流星が（大気中で完全に燃え尽きることなく）表面と衝突するのに十分な大きさになると、それは隕石なる。火星で発見された最初の隕石（そして地球以外の場所で見つかった3番目の隕石）は、ヒート・シールド・ロックと呼ばれている。最初と2番目の隕石は、アポロ計画によって月で発見された。

2014年10月19日に、サイディング・スプリング彗星は火星のすぐ近くを通過したので、コマが惑星を覆っていた可能性がある。

### オーロラ
火星ではオーロラが発生するが、火星には水平磁場がないため、地球のように極では発生しない。むしろ、それらは火星地殻内の磁気異常の近くで発生する。それは火星が初期に磁場を持っていた名残である。火星のオーロラは太陽系の他のどこにも見られない独特の種類である。それは、大部分が紫外線現象であり、恐らく人間の目には見えない。

### 天の極と黄道

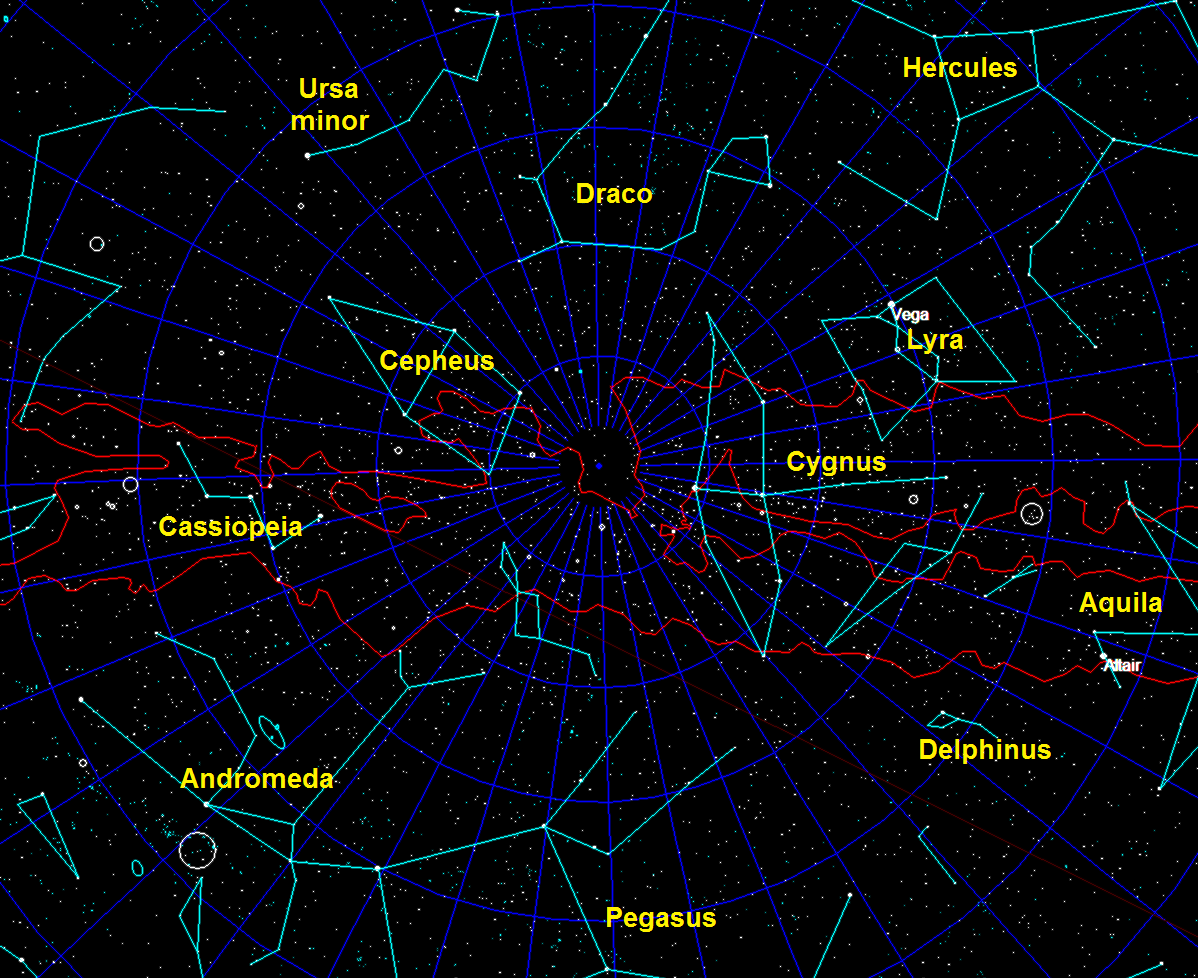
火星の天の北極

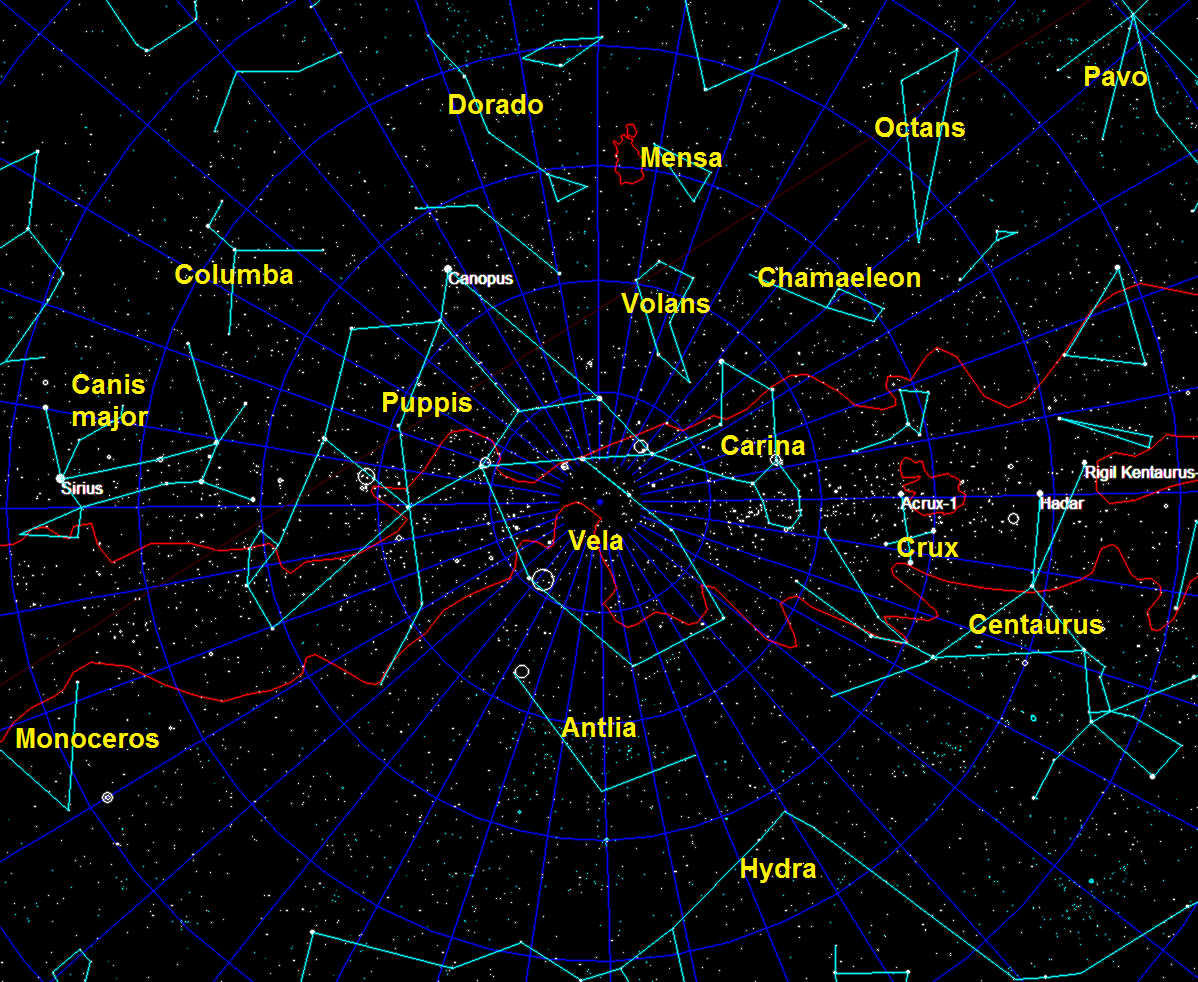
火星の天の南極

火星の自転軸の方向は、その天の北極であるはくちょう座付近の赤経 21h 10m 42s、赤緯+52° 53.0′（より正確には、317.67669 + 52.88378）である、近くには6等星のBD + 52 2880（HR 8106、HD 201834、またはSAO 33185でも知られる）がある、その座標は赤経 21h 10m 15.6s、赤緯+53° 33′ 48″である。
はくちょう座の上方の2つの星、はくちょう座ガンマ星とデネブを結んだ線は火星の天の北極を指している。天の北極はデネブとケフェウス座アルファ星の中間点で、デネブから10°以内であり、はくちょう座ガンマ星とデネブの見かけ上の距離より少し長い。天の北極との距離が近いため、デネブは火星の北半球のほぼ全域に入ることはない。赤道近くの地域を除いて、デネブは恒久的に北極を一周する。はくちょう座ガンマ星とデネブを結んだ方位線は恒星時を計時するのに役立つだろう。
火星の天の北極は銀河面から、わずか数度離れている。このため、特にはくちょう座付近の天の川は、常に北半球から見える。
天の南極は、座標 9h 10m 42s、−52° 53.0′に対応する。この点は、2.5等星のほ座カッパ星（ 9h 22m 06.85s、−55° 00.6′）から数度しか離れていない、したがって、それは南極の星と見なすことができる。全天で2番目に明るい星のカノープスは、南半球のほとんどの緯度での周極星である。
火星の黄道十二宮星座は地球とほとんど同じである、結局のところ、2つの黄道面は1.85°の相互傾斜を持っているだけである、しかし、火星では、太陽はくじら座で6日間費やし、離れていき、再びうお座に入る、このように黄道帯で合計14の星座を作る。春分と夏至・冬至の星座は、地球と異なっている。すなわち火星の北半球では、春分はへびつかい座（地球ではうお座）、夏至はみずがめ座とうお座の境界、秋分はおうし座、そして冬至はおとめ座である。
地球上と同様に、歳差運動によって、何千年も何万年にもわたり、至点と分点が、黄道帯の星座を循環することになる。

### 長期的な変動

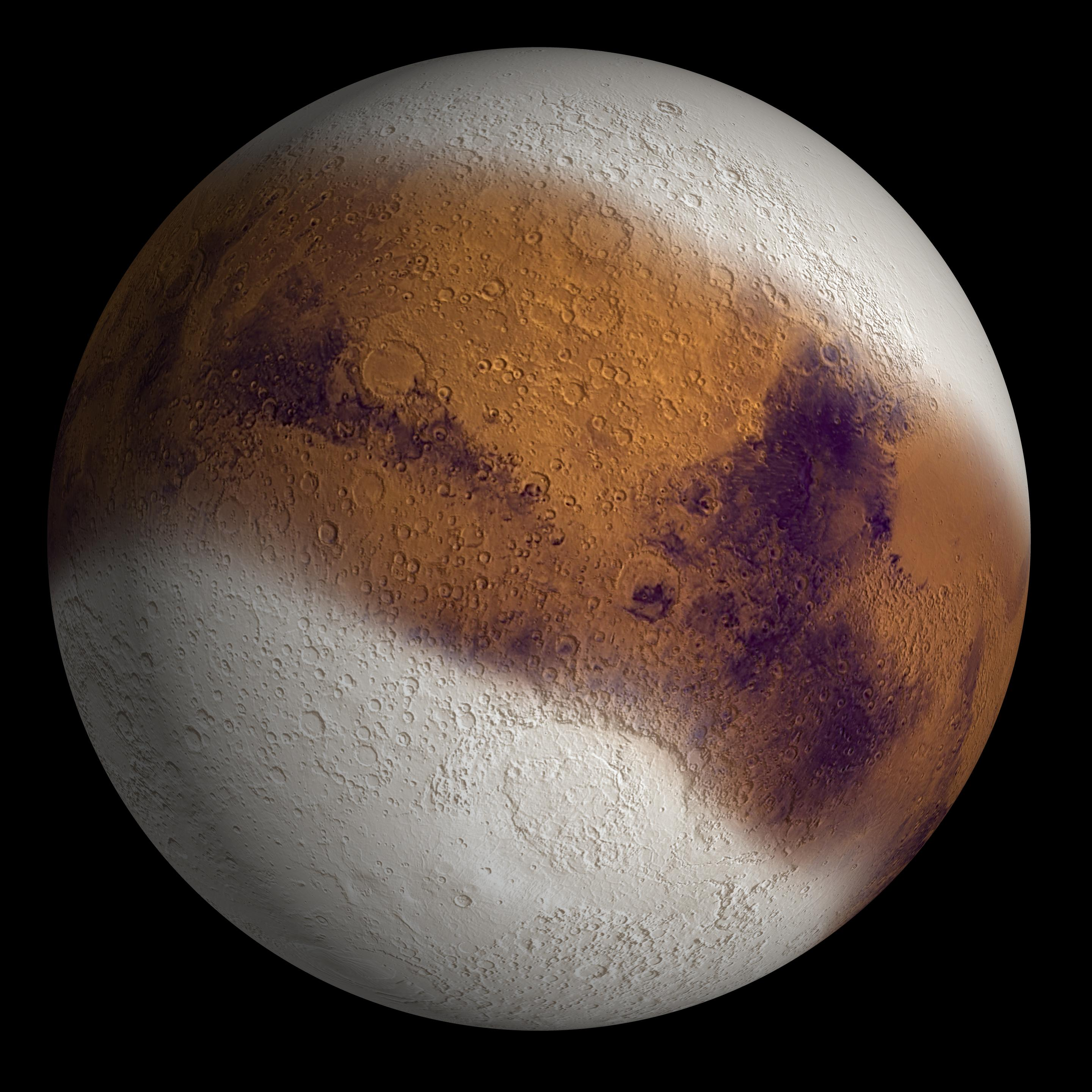
大きな赤道傾斜角によって引き起こされた約40万年前の氷河期における火星のイラスト

地球と同様に、歳差運動の影響で北と南の天体は非常に大きな円を描くように移動する。地球の歳差周期は26,000年であるが、火星では175,000地球年である。
地球上と同様に、歳差運動には2つ目の形態がある。火星の軌道上の近日点がゆっくりと変化し、近点年が恒星年と異なる原因となる。しかし、火星では、この周期は地球上の112,000年ではなく、83,600年である。
地球と火星の両方で、これら2つの歳差運動は反対方向であり、このため、回帰年と近点年の間の歳差周期は、地球では21,000年、火星では56,600年となる。
地球上と同様に、火星の自転周期（日の長さ）は減速している。しかし、フォボスの重力影響はごくわずかであり、主に太陽によるものであるため、この影響は地球よりも3桁小さい。地球では、月の重力影響は非常に大きい。最終的に、遠い将来、地球の一日の長さは火星と等しくなり、それから火星上の一日の長さを超えるだろう。
地球と同様に、火星は、その赤道傾斜角（自転軸の傾斜角）と軌道の離心率を長期間にわたって変化させるミランコビッチ・サイクルを示す。地球の月のような大きい衛星による安定化の影響が無いので、火星の軸の傾きの変化は地球よりはるかに大きい。火星は、地球の41,000年に対し、124,000年の自転軸の傾斜角サイクルを持っている。